# Polydora
Polydora (лат.) — род морских многощетинковых червей из семейства Spionidae отряда Spionida. На июль 2021 года в род включают 62 валидных вида. Обитают в донных осадках, а также в ходах, пробурённых ими в кораллах и раковинах моллюсков.

## Распространение
Polydora распространены по всему Мировому океану.

## Описание
В зависимости от вида, длина представителей Polydora колеблется от 5 до 40 мм, ширина составляет 0,5—2 мм. Имеют внутреннее оплодотворение, откладывают яйца в капсулы. У одного и того же вида может быть как долгоживущая, так и короткоживущая планктонная личинка.
Многие виды являются комменсалами или паразитами моллюсков.
В поражённых представителями рода моллюсках невооружённым глазом можно увидеть U-, W-, J-образные ходы и/или «блистеры» — точечные выпуклости на внутренней поверхности раковины, заполненные жидкостью и детритом.

## Значение для аквакультуры
Множественные ходы, просверлённые червями, могут влиять на скорость роста моллюска и делают раковину уродливой, что снижает её коммерческую ценность. Но, несмотря на деформацию раковины, по некоторым сообщениям, мясо поражённого моллюска остаётся пригодным в пищу.
Из-за своего широкого распространения по Мировому океану от представителей Polydora пострадало множество моллюсков, разводимых в аквакультуре: устрицы, гребешки, мидии, морские ушки и т. д. В 1997 году по причине поражения Polydora sp. была утрачена одна треть интенсивного производства норвежского гребешка, не смотря на приложенные усилия по отсортировке больных особей В Южной Японии масса мякоти Haliotis diversicolor aquatilis значительно снижалась при заражении более чем десятью особями Polydora sp. на раковину. Описаны случаи заражений и массовой гибели устриц, вызванных представителями рода в Новой Зеландии и Австралии. В Корее были отмечены поражения раковин Anadara kagoshimensis сверлильщиками трибы Polydorini, где отмечался высокий процент заражённой популяции моллюска в осенний период (63,3 % особей) и снижение этого показателя летом (34,2 %). Большая часть заражений полихетами рода (76,1—79,5 %) отмечалась в зоне расположения ноги моллюска.